# Ketapang (Kademangan)
Ketapang is een bestuurslaag in het regentschap Probolinggo van de provincie Oost-Java, Indonesië. Ketapang telt 7992 inwoners (volkstelling 2010).